# Vénus russe
Vénus russe (en russe : Русская Венера) est un tableau peint sur ses deux faces réalisé par le peintre russe Boris Koustodiev en 1925-1926.

## Description

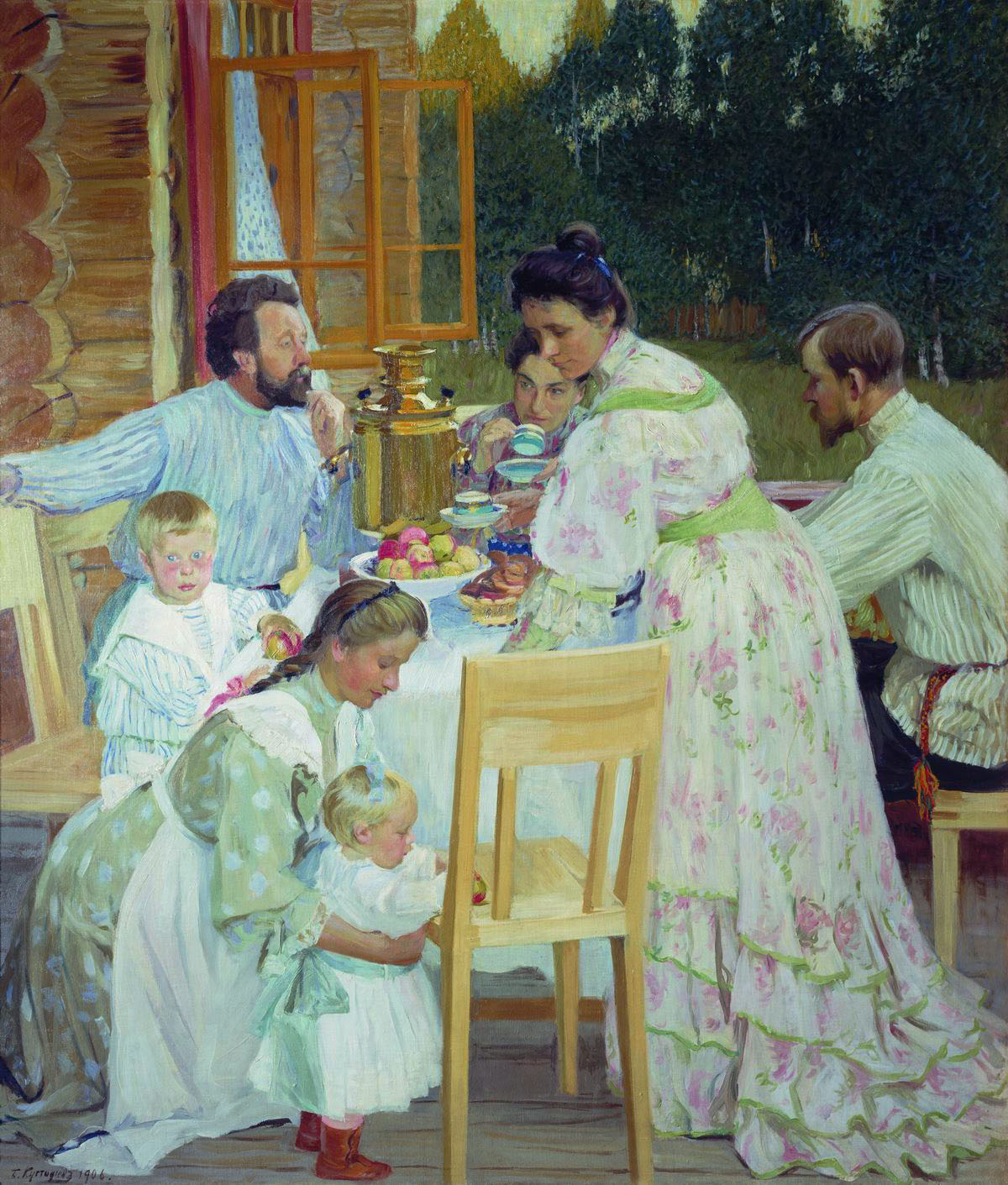
Sur la terrasse

Le tableau de nu au bania du peintre russe Boris Koustodiev a été réalisé en 1925-1926, au dos d'un tableau intitulé Sur la terrasse qu'il avait peint en 1906 et qui représente des personnes de sa famille prenant le thé ,,. C'est la fille de Koustodiev, Irina, qui a servi de modèle au peintre.
Le tableau se trouve dans les collections du musée des beaux-arts de Nijni Novgorod, où les visiteurs peuvent regarder les deux images de chaque côté du tableau .

## Liens
- (ru) « Русская Венера », 1, Музеи России,‎ 1999 (lire en ligne).